# 札幌禎心会病院
札幌禎心会病院（さっぽろていしんかいびょういん）は、札幌市東区にある病院。

## 沿革
- 1984年（昭和59年）：「禎心会病院」開設[2]。
- 1987年（昭和62年）：医療法人禎心会発足[2]。
- 2010年（平成22年）：社会医療法人認定[2]。
- 2012年（平成24年）：脳卒中センター及び上山博康脳神経外科塾開設。
- 2015年（平成27年）：現在地に移転新築し、「札幌禎心会病院」と改称[2]。
- 2017年（平成29年）：陽子線治療センター開設。

## 機関指定
- 労災保険指定医療機関
- DPC（診断群分類包括評価）対象病院

## 診療科等
診療科
- 脳神経外科
- 神経内科
- 消化器内科
- 消化器外科
- 内科
- 腫瘍内科
- 頭頸科
- 循環器内科
- 心臓血管外科
- 乳腺外科
- 婦人科
- 放射線治療科
- 放射線診断科
- 形成外科
- 麻酔科
- リハビリテーション科
- ペインクリニック外科
- 病理診断科
- 歯科口腔外科

専門外来
- がんセカンドオピニオン外来
- 膠原病外来
- 脊椎・脊髄末梢神経外科
- 肝臓
- 不整脈

センター・部門
- 陽子線治療センター
- 脳卒中センター
- 看護部
- リハビリテーション部
- 薬剤部
- 放射線部
- 臨床検査部
- 臨床工学科
- 医療相談室
- 地域医療連携室
- 栄養科

## アクセス
国道274号（札幌新道）沿い、国道5号（創成川通）に隣接している。
- 北海道中央バス（札幌東・札幌北（空港）・石狩・新川）「札幌禎心会病院」バス停下車
- 札幌市営地下鉄南北線北34条駅から徒歩約5分
- 札樽自動車道札幌北ICから車で約1分

## 関連施設
- セントラルCIクリニック[3]
- さっぽろ北口クリニック[4]
- 禎心会北44条クリニック[5]
- 稚内禎心会病院[6]